# 普拉西杜-迪卡斯特罗

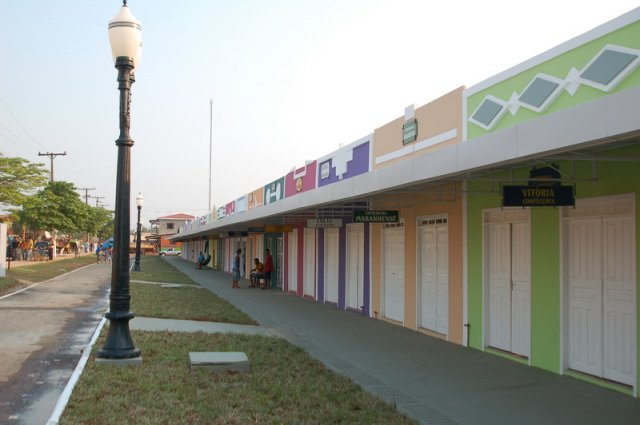
普拉西杜-迪卡斯楚

10°16′33″S 67°09′00″W / 10.27583°S 67.15000°W
普拉西杜-迪卡斯特罗（葡萄牙語：Plácido de Castro），是巴西西北部阿克里州的市镇。始建於1976年，面積2,047平方公里，2014年人口17,979，人口密度每平方公里8.78人。